# Isenburg (Wipperfürth)

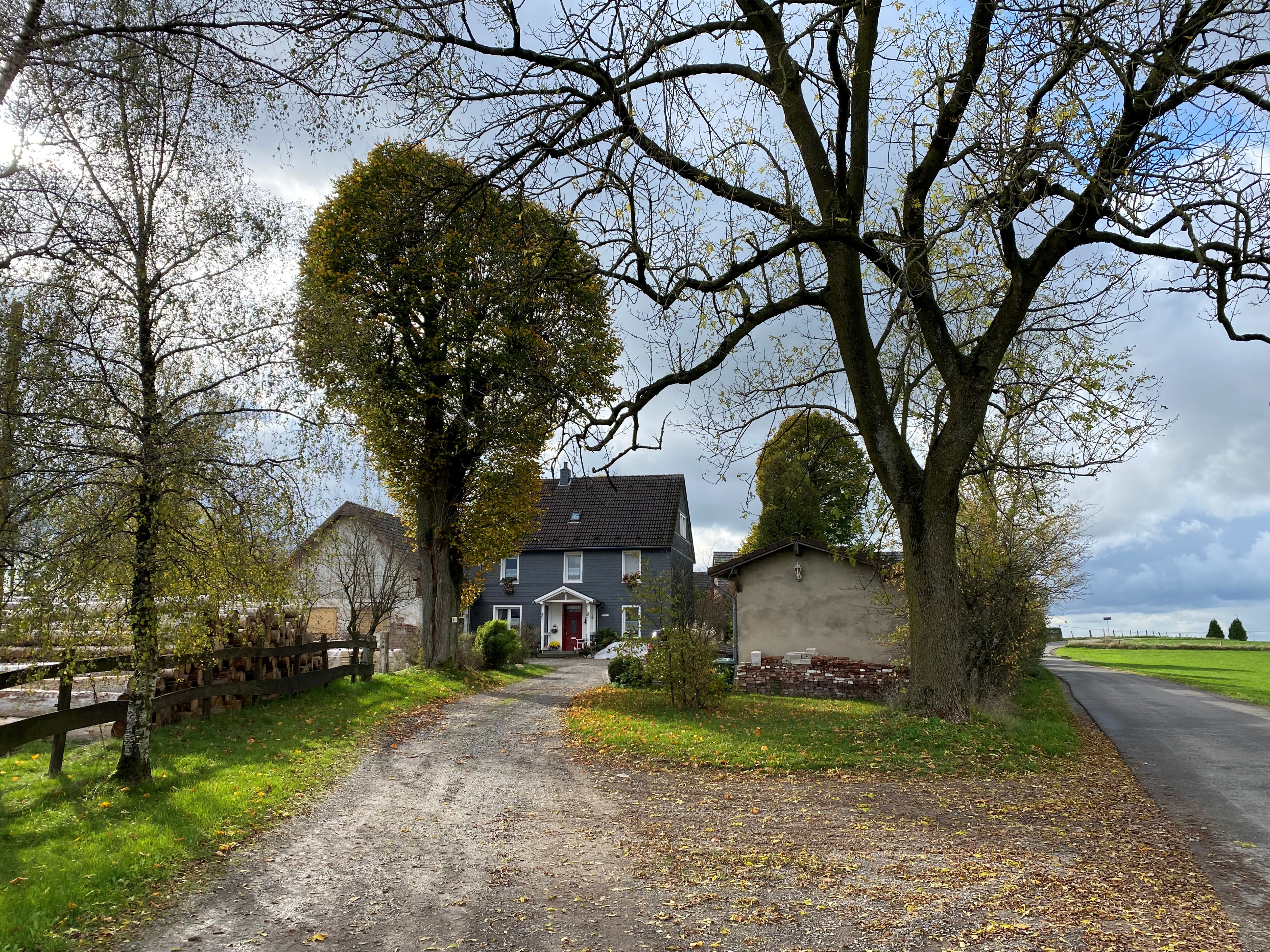
Hof Isenburg 1

Isenburg ist eine Ortschaft in der Gemeinde Wipperfürth im Oberbergischen Kreis im Regierungsbezirk Köln in Nordrhein-Westfalen (Deutschland).

## Lage und Beschreibung
Der Ort liegt im Westen der Stadt Wipperfürth an der Grenze zu Hückeswagen auf einer Anhöhe in 328 m ü.NN. Von dort kann man den sog. Domblick auf den in 34 km Luftlinie entfernten Kölner Dom genießen. Im Südosten der Ortschaft entspringt der in die Große Dhünn abfließende Isenburger Bach. Nachbarorte sind die zu Hückeswagen gehörenden Orte Vogelsholl und Kaisersbusch, sowie die auf Wipperfürther Stadtgebiet gelegenen Orte Arnsberg, Jostberg und Schmalenfeld.
Politisch wird Isenburg durch den Direktkandidaten des Wahlbezirks 17.1 (171) Hämmern im Rat der Stadt Wipperfürth vertreten.

## Geschichte
1530 wird der Ort unter der Bezeichnung „Isenbroch“ in einer Kirchenrechnung der Wipperfürther Kirche genannt. Die Karte Topographia Ducatus Montani aus dem Jahre 1715 zeigt einen Hof. Die Schreibweise der Ortsbezeichnung lautet hier bereits Isenburg.
1735 wurde das einstmals auf dem Hof Isenburg 1 stehende Wegekreuz aus Sandstein geschaffen, das mittlerweile auf einem Hof in Stillinghausen steht. Ursprünglich hatte das Kreuz einen Standort im Garten des Franziskanerklosters in Wipperfürth.

## Busverbindungen
Über die Haltestelle Hämmern der Linie 336 (VRS/OVAG) ist Isenburg an den öffentlichen Personennahverkehr angebunden.